# Финч, Хенидж, 5-й граф Уинчилси
Хенидж Финч, 5-й граф Уинчилси (англ. Heneage Finch, 5th Earl of Winchilsea; 3 января 1657 — 30 сентября 1726) — английский политик и пэр. Он был известен как Достопочтенный Хенидж Финч с 1657 по 1712 год.

## Биография
Родился 3 января 1657 года. Второй сын Хениджа Финча, 3-го графа Уинчилси (1628—1689), и Мэри Сеймур (1637—1673), дочери Уильяма Сеймура, 2-го герцога Сомерсета, и леди Фрэнсис Деверё. Он получил образование в Оксфордского университете. С 1676 по 1677 год он предпринял гран-тур по Франции и Италии.
В 1683 году он был назначен грумом опочивальни герцога Йоркского и капитаном алебардистов герцога, а также получил степень доктора права Оксфордского университета. В 1685 году он сохранил свое назначение грумом опочивальни, когда герцог Йоркский занял королевский трон как Яков II, был произведен в полковники и назначен заместителем лейтенанта Кента. Он заседал в Палате общин Англии от Хайта в 1685—1687 годах. Он потерял свои должности после смещения Якова II, но оставался близким другом своего «брата опочивальни» капитана Дэвида Ллойда до смерти последнего в 1723 году.
В мае 1684 года Достопочтенный Хенидж Финч женился на Энн Кингсмилл (апрель 1661 — 5 августа 1720), дочери сэра Уильяма Кингсмилла и Энн Хаслевуд. Их брак был бездетным.
В апреле 1690 года Хенидж Финч был арестован и обвинен в якобитизме за попытку присоединиться к королю-изгнаннику Якову II во Франции. Это было трудное время для якобитов и не присягнувших (тех, кто отказался принять присягу на верность, таких как Финчи), поскольку их аресты и наказания были оскорбительными. Из-за его ареста Хенидж и его жена Энн Финчи оставались разделенными с апреля по ноябрь того года. Большая часть ее поэзии этого периода отражает боль этого периода разлуки. Обвинение против него было позже снято, но Хенидж называл этот период «великим побегом».
Работа Финча как редактора поэм его жены еще не полностью изучена. Конечно, значительная часть двух сохранившихся рукописных копий работы Энн Финч написана рукой Хениджа, а дополнительные опечатки отмечены в его собственных дневниках.
16 августа 1712 года после смерти своего бездетного племянника, Чарльза Финча, 4-го графа Уинчилси (1672—1712), Хенидж Финч унаследовал титулы 5-го графа Уинчилси (Пэрство Англии), 5-го виконта Мейдстона (Пэрство Англии), 3-го барона Фицгерберта из Иствуэлла (Пэрство Англии) и 6-го баронета Финча из Иствуэлла в графстве Кент (Баронетство Англии).
Лорд Уинчилси отказался принять присягу на верность и отказался от своего места в Палате лордов. Финчам пришлось взять на себя финансовые и юридические тяготы Чарльза Финча. Годы судебных разбирательств начались в июле 1713 года, и первое из них состоялось перед лордом Харкортом. В конечном итоге вопросы были урегулированы в пользу Финчей в 1720 году, но не раньше, чем пара пережила почти семь лет эмоционального напряжения.
В этот период Хенидж и Энн Финчи столкнулись с новой напряженностью, вызванной придворной политикой. Когда в 1714 году умерла королева Анна, её сменил Георг I. Впоследствии к власти пришло правительство вигов, враждебное делу якобитов. Восстание якобитов, произошедшее в Шотландии в 1715 году, еще больше усугубило напряженную политическую ситуацию. Финчи стали сильно беспокоиться о своей безопасности, особенно после того, как их друг Мэтью Прайор, разделявший их политические симпатии, был отправлен в тюрьму.
Член Лондонского общества антиквариев с 1724 года, лорд Уинчилси скончался 30 сентября 1726 года в возрасте 69 лет, страдая от больших желчных камней и боли в течение многих лет. Не имея детей от своей жены, Энн Кингсмилл, ему наследовал его сводный брат Джон Финч, 6-й граф Уинчилси.